# D. Woods
Wanita Denise Woodgett, nota anche con lo pseudonimo di D.Woods (Anaheim, 6 luglio 1984), è una cantante, ballerina e attrice statunitense, membro del gruppo delle Danity Kane fino all'ottobre del 2008, sotto contratto con la Bad Boy Records di Diddy.
D.Woods è anche fondatrice e amministratore delegato della Woodgrane Entertainment.

## Biografia
Wanita Denise Woodgett ha creato il suo nickname D.Woods usando l'iniziale del suo secondo nome e accorciando il cognome. La creazione del nick deriva dal fatto che la cantante riteneva il suo nome completo di difficile pronuncia e facile da ricordare. Nata a Anaheim in California, è cresciuta poi a Springfield in Massachusetts. Dopo aver traslocato in Atlanta, D.Woods e la sorella Shanell, cantante per la (Young Money Entertainment/CashMoney Records, hanno frequentato la Tri-Cities High School, scuola di arti visive. Ha inoltre frequentato lezioni di ballo presso la Alvin Ailey American Dance Theater, presso la  Ludwing Foundation. Si è laureata presso la Tisch School of the Arts di New York.

## Carriera

### 2005 – 2008:Making the Band 3e le Danity Kane
Prima di far parte del gruppo delle Danity Kane, D.Woods partecipò come ballerina nelle tournée di cantanti come Bow Wow, Lloyd, Avant, Snoop Dogg and Letoya Luckett. Si è esibita presso il National Black Theater Festival e il Windybrow Festival in Johannesburg South Africa off-Broadway theater. È inoltre apparsa nel video di Change Clothes di Jay-Z.
Nel 2005 D.Woods partecipò al reality show making the Band 3. Fu scelta insieme a Shannon Bex, Aundrea Fimbres, Dawn Richard, e Aubrey O'Day a far parte del gruppo delle Danity Kane. Il loro album di debutto uscito il 22 agosto 2006 negli Stati Uniti d'America ha venduto più di 90 000 copie nel primo giorno di uscita, e più di 234.000 nella prima settimana di uscita. Tra il febbraio 2007 e il maggio 2007 le Danity Kane parteciparono, insieme con le Pussycat Dolls, come band di apertura al Back to Basics Tour di Christina Aguilera. Nel frattempo la band intensificò il lavoro sul loro secondo album, di cui era stata inizialmente prevista l'uscita alla fine del 2007, infine rinviato al 2008.
Nel dicembre 2006 è apparsa nel video di Lloyd You, inoltre ha collaborato con il rapper Gorilla Zoe alla canzone You Don't Know Me.
Le Danity Kane parteciparono alla seconda stagione di Making the Band 4, trasmesso a partire dal 28 gennaio 2008 su MTV, dove la band insieme a Donnie Klang e ai Day26 registrarono i loro album. Il primo singolo del nuovo album del gruppo, Damaged, è stato nominato agli MTV Video Music Awards come "Best Pop Video" e come "Best Dancing in a Video" ma furono battute rispettivamente da Piece of Me di Britney Spears and When I Grow Up delle the Pussycat Dolls. Welcome to the Dollhouse fu pubblicato il 18 marzo 2008 debuttando alla posizione numero 1 della Billboard 200. L'album ha ricevuto la certificazione d'oro dalla RIAA nell'aprile 2008.
Durante l'episodio del 7 ottobre 2008 del reality show, la O'Day e la Richard informarono Combs che il gruppo non era più unito come prima, che quando eravano ad un evento erano tutte insieme, sorrideva ma poi una volta finito ognuna andava per la sua strada. Durante la puntata dello show, andata in onda il 14 ottobre 2008, fu confermato che la O'Day e D.Woods non facevano più parte del gruppo. Durante l'ultima puntata Combs dichiarò di aver mandato via D. Woods in quanto non era più felice come all'inizio e che in futuro avrebbe voluto lavorare con lei di nuovo. Invece per quanto riguarda la O'Day disse che la fama l'aveva cambiata e che non era più la persona di prima. D. Woods non apparve nell'ultima puntata.

### 2008 - 2012: La carriera solista
Durante un'intervista al settimanale BE Entertained Magazine, fu chiesto a D.Woods della sua rivalità con l'ex membro delle Danity Kane Dawn Richard. La dichiarazione che rilasciò fu: "Non so se abbia un problema con me. Non so perché debba avere un problema. Sono molto contrariata da molte cose da lei dette in varie interviste. Le persone sono consapevoli dei suoi commenti, i quali erano rivolti verso di me. Sono molto contrariata e non so perché si comporti in questo modo. Ma se è per dipingere lei come la vittima e far passare tutti gli altri come cattivi... Non so davvero da dove derivi tutto ciò. Come tutti sapete, mi sono congratulata con lei quando me ne sono andata! Quindi non sono io ad avere un problema, ma non so perché lei debba avere un problema... Ma potrebbe. Non ne sono sicura. Non ho alcuni problema nei confronti delle ragazze. Le cose succedono per un motivo, è il tempo di andare avanti, di chiudere un capitolo. Le persone sono nella vita di altre persone per un motivo e per un certo periodo. Non c'è motivo per avere rancori. Tuttavia, il modo in cui ti presenti, le azioni che fai e i commenti che esprimi, possono dimostrare animosità.
D.Woods è apparsa per due volte su King Magazine. È apparsa nei video musicali One More Drink del rapper Ludacris e Prom Queen del rapper Lil Wayne. D.Woods ha pubblicato il suo primo singolo da solista intitolato Legalize Me tramite iTunes. Il video del singolo è stato girato nella città di Los Angeles nel giugno 2009.
Tra il 2009 e il 2012 D.Woods ha pubblicato tre mixtapes e due EP.

### 2012 - presente
Il 13 agosto 2013 D.Woods ha pubblicato un nuovo singolo dal titolo Gold Mine. Nel maggio 2013 Shannon Bex, Aundrea Fimbres, Aubrey O'Day e Dawn Richard iniziarono a parlare di una possibile reunion e da allora vennero pubblicate foto del gruppo in studio di registrazione. Il quinto membro della band D. Wood dichiarò che non avrebbe preso parte alla reunion, e anche se non è stata data nessuna spiegazione ulteriore, ha dichiarato "è stato portato alla mia attenzione che gli ex membri delle Danity Kane faranno una reunion, ma non farò parte di questa iniziativa. Le auguro molto successo per i loro sforzi".

## Discografia

### Con le Danity Kane
- 2006 - Danity Kane
- 2008 - Welcome to the Dollhouse

### Solista

#### Mixtapes
- 2009 - Independence Day, Volume 1
- 2010 - Independence Day, Volume 2
- 2011 - Lady In The Street

#### EP
- 2011 - The Gray Area
- 2012 - My Favorite Color

## Filmografia

### Televisione
- Star – serie TV, 3 episodi (2017)
- Harlem – serie TV, episodio 2x02 (2023)